# آرتور ایوانز (بازیکن فوتبال، زاده ۱۸۶۸)
آرتور ایوانز (انگلیسی: Arthur Evans؛ زادهٔ 1868) بازیکن فوتبال اهل بریتانیا است.
از باشگاه‌هایی که در آن بازی کرده‌است می‌توان به باشگاه فوتبال استوک سیتی اشاره کرد.